# Воронихин, Алексей Ильич
Алексе́й Ильи́ч Ворони́хин (7 (18) февраля 1788 — 26 июня (8 июля) 1846) — модельмейстер Императорского фарфорового завода. Племянник Андрея Никифоровича Воронихина — архитектора Казанского собора и Горного института.

## Биография
С 1801 года — на обучении в Академии художеств. Неоднократно награждался за свои успехи. Полученные медали: малая серебряная (1802),  малая золотая за работу «Поход под Казань царя Ивана Васильевича» (1811), большая золотая медаль и аттестат I степени за программу «Минин Нижегородский» (1812). В 1815 году он начал свою работу на Императорском фарфоровом заводе. Сначала служил помощником модельмейстера. В 1824 году стал модельмейстером. Является автором ваз ф. «Ампирная», ф. «Кратерная».